# Polytrichophora mallochi
Polytrichophora mallochi är en tvåvingeart som först beskrevs av Tonnoir och Malloch 1926.  Polytrichophora mallochi ingår i släktet Polytrichophora och familjen vattenflugor. Inga underarter finns listade i Catalogue of Life.